# Ононский хребет
Оно́нский хребе́т — горный хребет на юго-востоке Забайкалья, расположен на левобережье реки Унда (правый приток Онона). Административно входит в состав Забайкальского края России.
Протяжённость хребта с юго-запада на северо-восток составляет около 90 км. Средняя ширина — 20 км. Преобладающие высоты — от 1000 до 1200 м, высшая точка — гора Петровка (1323 м). Западные склоны сравнительно пологие, восточные крутые, глубоко расчленённые. Хребет сложен преимущественно гранитами и гранито-порфирами, на юге — песчаниками и конгломератами. На склонах произрастает лиственничная тайга. В рельефе преобладают среднегорья.

## Топографические карты
- Лист карты M-50-III Балей. Масштаб: 1 : 200 000. Указать дату выпуска/состояния местности.